# Futurama
Futurama és una sèrie de dibuixos animats per adults  nord-americana creada per Matt Groening i David X. Cohen, coneguts creador i guionista d'Els Simpson. Ambientada en la ciutat de «Nova Nova York» l'any 3000. Va ser presentada a la cadena de televisió FOX i emesa entre el 28 de març de 1999 i el 10 d'agost de 2003. Futurama va ser emesa a Espanya per Antena 3 i per la FOX en televisió digital.
La sèrie comença amb Philip J. Fry, un jove novaiorquès fracassat i desmotivat que és criogènicament congelat per accident la Nit de cap d'Any de 1999. Mil anys després és descongelat i es desperta a la «Nova Nova York» el 31 de desembre de 2999. L'intent de Fry per escapar de la llavors obligatòria assignació laboral com repartidor acaba quan és contractat per Planet Express, una xicoteta companyia de missatgeria intergalàctica propietat del seu nebot llunyà. La sèrie tracta sobre les aventures de Fry i els seus col·legues que viatgen per l'univers com a repartidors per a Planet Express.
L'ambientació futurista va permetre als guionistes ser creatius amb l'humor i hi presenten idees i successos de la ciència-ficció pulp de mitjan segle xx. Així, la sèrie és tant un testament a la creativitat dels escriptors com una història d'en Fry i els seus col·legues. El títol és inspirat en Futurama de General Motors (GM) a l'Exposició Universal de Nova York de 1939. GM hi presentava la visió del futur amb autos autònoms en un món ideal.
Després d'una pause de deu anys, el 2023 Disneys va llançar una vuitena temporada.
Més que una trama sobre xoc de mons, Futurama explora una àmplia gamma de temes filosòfics, com ara l'ecologisme, l'alliberament animal, l'amistat, el sexe, l'amor, el suïcidi, la llibertat, la discriminació, l'engany i la cobdícia corporativa, el llenguatge i el viatge en el temps. Per si no n'hi hagués prou, resolen enigmes matemàtics de la vida real, parlen amb Déu i ofereix una narrativa satírica que desafia lels costums dels espectadors.

## La sèrie
Futurama es desenvolupa durant el segle xxxi, un segle ple de meravelles tecnològiques. Amb diversos dispositius i estructures similars a un disseny futurista. L'escalfament de l'atmosfera, la inflexible burocràcia i l'abús de substàncies són alguns dels temes donats al segle xxxi, en un món on els problemes de la terra s'han convertit en els més comuns i més extrems. En la sèrie hi ha els prejudicis contra els humans com els mutants, que s'han vist obligats a viure sota terra. La llar dels personatges principals que habiten a la terra és la ciutat de Nova Nova York, construïda sobre les ruïnes de Nova York, denominat la «Vella Nova York".
Nombrosos avenços tecnològics han estat realitzats durant el segle xxxi. La capacitat per mantenir vius persones en conserves va ser inventat per Ron Popeil (que té una aparició a «Una gran muntanya d'escombraries») , això és usat pels guionistes per poder comptar amb algun personatge famós de l'actualitat. Curiosament, diversos dels polítics en conserves ja estaven morts abans de l'arribada d'aquesta tecnologia, un dels exemples més destacats d'aquesta anomalia és Richard Nixon, que va morir el 1994. Internet, que té el seu propi món digital (similar a The Matrix o Tron), és lent i en gran part consisteix en la pornografia, pop-ups, i «brutes» sales de conversa, encara que algunes poden incloure material educatiu per als joves. La televisió continua sent una forma primària d'entreteniment. Els robots són una vista comú, a més de ser la principal causa de l'escalfament de la Terra gràcies als seus sistemes d'alcohol. La roda està obsoleta (Fry fins sembla no reconèixer el seu disseny) va ser oblidada i substituïda per vehicles i tubs de transport.
A Futurama els guionistes no cometen errors de continuïtat, que serveixen per promoure els acudits. Per exemple, mentre que en un episodi es diu que l'antiga tripulació de Planet Express va morir per culpa de les abelles assassines, més tard l'episodi «La picada» tracta sobre un dels membres de la nova tripulació que també mor per les abelles assassines. El món del demà s'utilitza per destacar la ciència-ficció d'avui.

### Cultura i societat

Bandera de la Terra

La Terra es representa com multicultural en la mesura que hi ha una àmplia gamma de recursos humans, per a robots, hi ha més els éssers extraterrestres en la sèrie interaccionen amb els personatges principals. D'alguna manera el futur es presenta com socialment més avançat. Els robots constitueixen la més gran «minoria» de la sèrie. Sovint són tractats com a ciutadans de segona classe, mentre que uns pocs robots rics són presentats com a membres de la classe alta. La majoria de robots són auto-conscients i s'han concedit la llibertat i la lliure voluntat. No obstant això, en temps de crisi, són obligats a servir als éssers humans. Molts dels robots viuen en apartaments especialment construïts per a robots, amb habitacions de la mida d'un armari petit i armaris de la mida d'una gran habitació. Els Mutantes de la claveguera són éssers humans mutats que viuen a les clavegueres per la llei.
La religió és encara part de la societat, tot i haver canviat molt. Les principals religions s'han fusionat en una única. Les figures religioses de la sèrie són el papa Espacial, el Diable Robot i el reverend Preacherbot i Jesús encara hi és venerat. Molt pocs episodis se centren exclusivament en els canvis religiosos en l'univers de Futurama.
La Terra té un govern unificat, encapçalat pel president de la Terra. De la temporada 2 en endavant és el cap de Richard Nixon. La capital de la Terra és Washington DC, i la seva bandera és similar a la dels Estats Units només que en comptes d'estrelles té una representació de la Terra. L'Ordre Democràtica de Planetes (doop) és l'organització de ficció en l'univers de Futurama, similar a les Nacions Unides hi ha la Federació Unida de Planetes de l'univers de Star Trek. Nombroses altres galàxies van ser colonitzats o han fet contacte l'any 3000. Mart és la llar de la Universitat de Mart. Els caps dels presidents dels Estats Units des de George Washington fins Bill Clinton, i molts personatges famosos són plantades en pots. Aquests s'exhibeixen al Museu Nacional de Caps. Són alimentats amb menjar per a peixos.

### Llengua
Es fan servir alfabets extraterrestres que apareixen sovint al rerefons, en general en forma de gargots, anuncis o en etiquetes d'advertència. El primer és un senzill xifrat de substitució un a un de l'alfabet llatí, mentre que el segon utilitza un codi d'addició modular i més complex. Ambdós solen donen bromes addicionals als fanàtics prou lliurats com per descodificar els missatges. A més d'aquests alfabets, la sèrie utilitza l'alfabet llatí.
L'anglès també ha evolucionat, però sempre roman comprensible. Els canvis inclouen la substitució de la paraula Christmas («Nadal») per Xmas (amb la X pronunciada com a tal) i el canvi de la pronunciació de ask per metàtesi a [æks]. Irònicament, [æks] representa una pronunciació antiga de la paraula, i el modern [æsk] una innovació, de manera que el segle xxxi veu com la paraula tanca el cercle. L'univers de Futurama també fa diverses prediccions audaços sobre el futur de la lingüística.
En un episodi es dona a conèixer que el francès és una llengua morta i que ara la llengua oficial parlada a França és l'anglès. En la versió francesa de la sèrie, és l'alemany la llengua morta. En l'episodi 211 «The Lesser of Two Evils» es veu un anunci al metro que diu «Learn spanglish», el mot anglès però indicar la gent que parla una barreja d'espanyol i anglès.  L'anunci fa veure que la llengua criolla d'anglès i castellà va esdevenir una llengua de masses.
Segons Matt Groening, la sèrie és plena de bromes amagades, que considera com un premi a l'espectador atentiu i intel·ligent. Són acudits que l'espectador ràpid, que només mira la història sense gaire atenció, no veurà, sinó que s'ha de pausar l'episodi i mirar amb més cura. Així, els molts cartells en llengua extraterrestre contenen missatges obscens, però no es poden desxifrar a primera vista.

## Personatges
Futurama pertany al gènere comèdia de situació, per això la trama gira al voltant de les activitats i aventures dels empleats de l'empresa Planet Express. La majoria dels episodis tracten sobre el trio Fry, Leela i Bender, encara que també d'altres personatges.

### Principals
- Philip J. Fry: Fry és un noi que treballava com a repartidor de pizza, va ser congelat just després de mitjanit del cap d'any, (31 de desembre) de 1999, desperta al cap d'any del 2999. Troba feina a Planet Express, una empresa propietat del seu parent més proper que és el seu nebot, el professor Hubert Farnsworth, on treballa com a repartidor.  Té la veu de Billy West.[11] Festeja Leela.
- Turanga Leela: Té només un ull i cabells de color lila, és la capitana de la nau de Planet Express. Durant la major part de la sèrie creia que era una òrfena extraterrestre, amb el desig de conèixer els seus orígens. Més tard s'adona que és filla d'uns mutants de claveguera.
- Bender Bending Rodríguez: Un robot alcohòlic, fumador, egocèntric, egoista i lladre. Originalment està programat per doblegar objectes. És addicte al vici i a les apostes il·legals. Beu constantment alcohol per mantenir-se lliure d'òxid. En deixar de beure, se li forma òxid a la cara, que aparenta absència d'afaitat. Malgrat tots els seus mals hàbits, és el millor amic de Fry.
- Professor Hubert J. Farnsworth: Nascut el 9 abril 2841, el professor Hubert Farnsworth té Fry com un parent llunyà (el seu bes-bes-oncle). Farnsworth va fundar Planet Express i és un inventor destacat. Té el seu propi clon creat per ser el seu successor, Cubert Farnsworth.
- Dr John A. Zoidberg: Un extraterrestre semblant a una llagosta amb tentacles a la boca, procedent del planeta Decapoda. Malgrat els seus limitats coneixements d'anatomia humana, confon el cor amb l'estómac o els homes amb les dones, dona atenció mèdica a la tripulació.
- Amy Wong: Amy és una noia increïblement rica, molt maca i simpàtica, però també bastant innocent. Amb ella, Planet Express és molt propens a tenir accidents. Va ser estudiant d'enginyeria a la Universitat de Mart. Vaq nàixer a Mart, encara que és ètnicament xinesa. Els seus pares són Leo i Ena. Inicialment se la va presentar una mica promíscua, però més endavant va desenvolupar una llarga relació amb Kif Kroker. També va mantenir relacions breus amb Fry i Bender. El professor Farnsworth la va contractar per beneficiar-se de la compatibilitat que comparteixen referent a la sang.
- Hermes Conrad: Un buròcrata jamaicà amb un do especial per arxivar. Està casat amb LaBarbara i té un fill de dotze anys, Dwight.

### Secundaris
- Zapp Brannigan: Capità estel·lar de gran renom però absolutament incompetent. Enamorat de Leela, amb la qual va mantenir una trobada sexual. És covard i obès, encara que presumptuós i narcississista. La seva nau es diu Nimbus. Té esclavitzat el seu ajudant Kif.
- Kif Kroker: És l'assistent de Zapp Brannigan. És un extraterrestre verdós, d'aspecte semblant a un amfibi. És el xicot d'Amy Wong. Pateix d'un constant assetjament del seu cap que fa que la seva autoestima baixa.
- La mare: És la propietària de la fàbrica de robots de Mare. Va tenir una relació amorosa amb Hubert Farnsworth. En públic es mostra com una anciana adorable i gruixuda, però en realitat porta un vestit que amaga una extrema primesa. És mesquina, rancorosa i moltes vegades enemiga dels protagonistes.
- Senyora i Senyor Wong: Són els pares d'Amy Wong, poderosos milionaris amos de gran part del planeta Mart. D'aparença asiàtica encara que amb vestits de vaquers, obsessionats amb llur única filla es casi i els doni nets. Poc vistos en la sèrie.
- LaBarbara Conrad: És l'esposa d'Hermes Conrad i tenen un fill, Dwight.
- Dwigth Conrad: És el fill d'Hermes Conrad. Amic de Cubert Farnsworth.
- Cubert Farnsworth: És el clon d'Hubert Farnsworth. Creat a partir d'una berruga de la seva esquena. És un nen obès i amb el nas de porc, provocat per un error del professor Farnsworth que el va deixar massa temps en la proveta.
- Flexo: Robot doblador amic de Bender. El seu aspecte és idèntic al de Bender, excepte per una perilla negra.
- Turanga Morris i Turanga Munda: Són una parella de mutants, pares de Leela. Viuen a les clavegueres de Vella Nova York.
- Nibbler: És la mascota nibloniana de Leela. La va rescatar abans d'una implosió planetària i la va portar a la Terra al principi de la sèrie. Tot i tenir la mida d'un gat domèstic, és capaç de devorar animals molt més grossos, i els seus excrements són coneguts com a «matèria fosca», molt valuosa, perquè pot servir de combustible per a naus espacials. No cal deixar-se enganyar pel seu aspecte encantador, Nibbler és en realitat un ésser altament intel·ligent amb la comesa de mantenir l'ordre en l'univers. Es revela en el capítol «El perquè de Fry» que ell va criogenitzar Fry.
- Scruffy: És el conserge de Planet Express. Tot i treballar a la mateixa empresa que la resta de personatges, ningú el coneix i sempre que li pregunten qui és diu: «Scruffy el conserge», i quan ha de treballar diu «Jo no netejo res».
- Pazuzu: És la gàrgola mascota del Professor Hubert en l'original en anglès de la veu de David Herman.[12]

## Films
Quan es va parar la sèrie el 2003, tot feia suposar que era la fi de Futurama. Anys després, les repeticions de la sèrie per Cartoon Network van revifar la sèrie. Per això, la direcció de FOX va demanar a Matt Groening si li agradaria continuar Futurama en film. Van fer quatre films, que van ser llançades en DVD entre novembre de 2007 i febrer de 2009. Els guions de les mateixes han estat escrits per David X. Cohen, Matt Groening i la resta de l'equip que va treballar en la sèrie original. El gran succés dels films van motiva Fox a encomanar 26 nous capítols de la sèrie.

### Bender's Big Score
El gran cop de Bender, va ser la primera dels quatre films. Va sortir a la venda en DVD el 27 de novembre de 2007 als Estats Units scom a Bender's Big Score. La trama gira principalment entorn de la conquesta del planeta Terra per part d'una raça d'estafadors nudistes extraterrestres. Hi apareixen els principals personatges de la sèrie, així com una enorme quantitat de personatges secundaris. La pel·lícula aborda també la relació Leela i Fry, a més de la continuïtat temporal durant els primers anys del segle xxxi. Com figures convidades, hi apareix Al Gore, l'aleshores vicepresident dels Estats Units, que s'interpreta si mateix, el raper Coolio (com Kwanzabot), la comediant Sarah Silverman i l'actor Mark Hamill.

### The Beast with a Billion Backs
La bèstia amb mil milions d'esquenes va ser estrenat el 24 de juny de 2008 als Estats Units, narra el que va passar al final de la primera pel·lícula quan apareix una mena d'esquinçament en l'espai conegut com «l'anomalia» i que resulta ser una porta a un altre univers, on viu un ésser de grandària planetària amb milions de tentacles que prendrà el control del planeta, Fry aconseguirà promesa i després serà el suprem pontífex d'una religió mentre Bender encapçalarà una societat robòtica secreta que vol l'aniquilació dels humans, però són tot el contrari. El repartiment inclou Stephen Hawking en el paper de Stephen Hawking, David Cross com YIVO i Brittany Murphy com Colleen, la promesa de Fry. El crític suís Dani Maurer troba que «Al final, és una pel·lícula de Futurama passable que té algunes escenes divertides, però no ateny pas l'altura de les expectatives (massa) altes.» El seu col·lega anglès Ewan Gladow en diu: «Aquest film no va gaire bé perquè depèn excessivament dels tòpics dels personatges, que es barreja amb el creixement sobtat de personatges que trien una direcció a la qual no tenen cap bona raó per anar».

### Bender's Game
La tercera pel·lícula, El joc de Bender, va ser estrenada en DVD i Blu-ray novembre de 2008. A causa de l'augment del preu dels combustibles, la tripulació del Planet Express s'embarca en una missió perillosa: infiltrar-se en l'única mina de matèria fosca, l'origen del combustible de totes les naus espacials. Però el que descobreixen és un lloc molt més especial, un món medieval on dracs, màgia i borratxos cavallers envolten i es fixen en Bender sospitosament.

### Into the Wild Green Yonder
La quarta pel·lícula es va estrenar,als Estats Units, el 24 de febrer de 2009 en DVD i Blu-Ray. Descriu la lluita de Leela dins d'un comitè ecològic feminista en contra dels abusos de Leo Wong que vol crear un camp de mini-golf inter-estel·lar. Leela és ajudada per Fry, que per un accident pot llegir la ment. Va descobrir aquesta capacitat en una trobada amb els socis de «La lliga dels sonats» que tenen aquesta mateixa capacitat. A la capçalera està escrit en alien: «The Humans shall not Defeat us» (Els humans no ens poden derrotar).

## Al·lusions científiques
Futurama conté contingut especial introduït pels autors de la sèrie amb missatges ocults imperceptibles davant l'ull no familiaritzat amb certes branques de la ciència com ara la física, les matemàtiques i la informàtica.
- El temps que Fry va estar congelat: Fry va estar congelat exactament mil anys. Atès que l'any gregorià té 365,24250 dies, mil anys es tradueixen en 365.242,50 per la qual cosa Fry s'ha de descongelar mig dia abans de les 12 de la nit del 2999.12.31, la qual cosa va ser així. Addicional a això, en aquest mateix dia, Bender fa el comentari: «El Museu és gratis els dimarts» el que és correcte pel fet que el dia 2999.12.31 serà dimarts.
- El nombre d'Hardy-Ramanujan: El 1729 és l'anomenat nombre de Hardy-Ramanujan, que és el més petit dels nombres Taxicab, és a dir, el nombre natural més petit que pot ser expressat com la suma de dos cubs positius de dos formes diferents. Aquest nombre apareix diverses vegades en la sèrie: Bender és el fill # 1729 (episodi «Xmas Tale») , La nau Nimbus té el 1729 gravat en la carrosseria, En l'episodi «El parell de caixes de Farnsworth» hi ha un Univers #1729.
- El Gat de Schrödinger: El Club que dissenya el professor Farnsworth en la seva joventut en l'episodi «A Clone of my Own» (‘un clon de mi mateix’) es diu «Schrödinger's Kit Kat Club», que podria traduir com «Club de gatets de Schrödinger». L'experiment del gat de Schrödinger és un experiment mental aparentment paradoxal, dissenyat per Erwin Schrödinger per exposar un dels aspectes més estranys, a priori, de la mecànica quàntica. En l'assignatura que imparteix H. Farnsworth a la Universitat de Mart apareix a la pissarra un diagrama que, segons els comentaris del DVD (episodi «Mars University» (‘Universitat de Mart’) és un dibuix de David Schiminovich, físic de Cal-Tech, que parodia un diagrama real de física de partícules, construït perquè recordés a un gos fent les seves necessitats (que parodia al gat de Schrödinger). El diagrama original és d'Edward Witten, un físic i matemàtic que ensenya a l'Institute for Advanced Study a Princeton, New Jersey als Estats Units.[18] Els seus treballs principals tracten temes de supercordes i supersimetría.[19] Precisament, el gos d'aquest diagrama està format per supercordes que representen trajectòries de partícules elementals.[20]
- En un tancament quàntic: En l'episodi «Luck of the Fryrish» (‘La bona sort dels Fry’) apareix una cursa de cavalls en la qual el professor Farnsworth protesta perquè s'hauria modificat el resultat només pel fet de mesurar-lo. Hi fa referència al principi d'incertesa de Heisenberg que diu que la precisió amb la qual podem mesurar la posició d'una partícula en un instant donat és inversament proporcional a la precisió amb la qual podem mesurar la velocitat d'aquesta partícula en aquest mateix instant. Així que els jutges van poder haver alterat el resultat només amb el fet d'intentar mesurar-lo.[20]
- P i NP: En l'episodi «Put Your Head on My Shoulders» (‘Recolza’t en mi’), apareixen dos misteriosos llibres que porten escrit al llom «P» i «NP» respectivament. Presumiblement, aquests llibres són un recull de problemes de classe P i de classe NP (complexitat computacional).
- Els interessos del compte de Fry: En l'episodi «A Fishfull of dollars» una el càlcul dels interessos del compte de Fry quan va al banc és 0.93 * (1.0225) ^ 1000 = 4 283 508 449,71 de dòlars la qual cosa és bastant aproximat als 4300 milions de dòlars nomenats per la caixera. La traducció literal «Un peix ple de dòlars» no reflecteix el joc de paraules, com a al·lusió al film A Fistfull of Dollars, (Per un grapat de dòlars) de Sergio Leone.[21]
- El nombre de la bèstia binària: En l'episodi «The Honking» (‘El toc de botzina’) el nombre que apareix reflectit en el mirall i del qual Bender s'espanta és 1010011010. Amb el sistema binari aquest nombre s'expressa com 666, el nombre del diable, associat amb les forces dels tenebres i la mala sort.[22]
- El nombre del Departament de Bender: Al episodi «I, Roommate» el nombre del departament de Bender és 00100100. En un taula d'Unicode UTF-8 es veu que correspon al símbol «$» del dòlar.[23]
- Processador de Bender: En l'episodi «Fry and the Slurm Factory» (‘Fry i la Fàbrica de Slurm’), es pot veure's amb la llanterna de raigs F del professor Farnsworth que el cervell de Bender és un microprocessador MOS 6502 creat em 1975.
- En l'episodi «The Route Of All Evil» (‘La ruta de tot mal’) l'envàs de la «Cervesa de Klein» és una al·lusió a l'Ampolla de Klein.[22]
- Principi de Pauli: Una altra marca de cervesa que apareix en la sèrie «St Pauli's Exclusion Principle Girl». Aquesta marca de cervesa és una paròdia de la marca de cervesa «St Pauli Girl», feta a Bremen només per a l'export als Estats Units.[24][25] És un joc de paraules amb el «Principi d'exclusió de Pauli», un conegut principi de física quàntica enunciat per Wolfgang Pauli, guanyador del Premi Nobel de Física el 1945: dos electrons diferents no poden ocupar simultàniament la mateixa posició quàntica (No poden tenir els quatre nombres quàntics iguals).[26]
- Llenguatge Basic: En l'episodi «Robot Hell» (‘infern de robots’), a l'Església de Robotología es pot veure una pancarta que diu:[20]

```
10 SIN
20 GOTO HELL:
```

Una codi en llenguatge Basic que significaria: «if sin, go to hell», traduït: «si hi ha pecat, aneu a l'infern».
- En l'episodi «I, Roommate», quan Fry obre la porta del seu pis a la paret hi ha un quadre que posa en llenguatge de programació basic:[27]

| « | BASIC Housekeeping 10 HOME 20 SWEET 30 GOTO 10 | » |

 el que crea un bucle interminable. «go to ‘home sweet home’», «vas a ‘casa teva, dolça casa teva’» una al·lusió al poema tradicional a la guerra civil americana escrit el 1822 per John Howard Payne i musicat per Henry Bishop i que continua «There's no place like home», «no hi ha cap lloc com casa teva» que ha esdevingut un himne als Estats Units.
- Bucle d'amor: En un cartell que sosté Un robot en l'episodi «Mothers' Day» sosté un cartell amb el text «Repeat {Love Mom} While 1>0;»[30] Això no és més que un bucle que vol dir «Repeteix {t'estimo,  mare} mentre 1> 0». Com a «1> 0» és sempre és ver, es tracta d'un bucle infinit del qual mai es podrà sortir. Es escrit en llenguatge Pascal.[31]

- TRS-80: En l'episodi «The Honking» ('la botzinada'), apareix un robot anomenat Tandy que porta gravat en la seva carcassa «euro Trash 80», el qual amaga el missatge «TRS 80". Precisament, TRS-80 era la designació per a diverses línies de sistemes de microcomputadores produïts per Tandy Corporation, també afectuosament o conegut com el «Trash-80» (‘escombraries-80’) . A principi dels anys 1980, Tandy va començar a produir una línia de computadores que eren més o menys PC compatibles, i dos d'aquests sistemes van ser el TRS-80 Model 2000 i el Tandy 1000.[32]
- Commodore 64: En l'episodi «The Honking» ('la botzinada'), apareix un quadre d'un robot anomenat Commodore LXIV. La Commodore 64 va ser un ordinador personal de la dècada dels 80.
- IZac: En l'episodi «A Flight to Remember» (‘Un Vol Per Recordar’) apareix un robot cantiner el nom és iZac, un joc de paraules entre l'Apple iMac i Zac, el cambrer de The Love Boat (‘la barca de l'amor’), amb qui guarda una gran semblança (pèl afro i gran bigoti).
- Chapek 9: En l'episodi «Fear of a Bot Planet» (‘por d'un planeta de bots’) el planeta habitat per robots es diu Chapek 9 el qual pren el seu nom de Karel Čapek que va encunyar el mot «robot».[33]
- Futurama i els Apple Macintosh: El 2014 hi havia 43 al·lusions a Apple MacIntosh en la sèrie.[34] En l'episodi «Fear of a Bot Planet», el jutge és un ordinador Macintosh de la dècada dels 80 del segle xx. També, en l'episodi «Mars University» un membre de la germanor femenina li lleva la carcassa al primer model Macintosh. En l'episodi «Future Stock» (‘Accions del futur’) el comercial de Planet Express és una paròdia de «1984», títol d'una publicitat televisiua feta per Ridley Scott per al llançament dels Macintosh i encara molt popular.[35] Finalment, en l'episodi «I Dated a Robot» (‘Vaig festejar un robot’) quan Fry es prepara a implantar la personalitat de Lucy Liu en un robot en blanc, es pot llegir en la caixa «10 Blank robots, Mac Formatted» (‘10 robots en blanc formatats per a Mac’).[36]
- Relativitat: En l'episodi «I Roommate» un dels departaments que Fry i Bender cerquen és idèntic al quadre «Relativitat» de Maurits Cornelis Escher. Bender paròdia això rodant per les escales en diferents plans.[20]
- Velocitat de la llum: al film Bender's big score, el professor Farnsworth ingressa el seu número de compte, el qual resulta ser, la velocitat de la llum, que és 299.792.458 m/s.

## Emissions internacionals
- Espanya, la sèrie es va estrenar el 2000 a Antena 3, emetent les 4 temporades al complet. El 2004 la sèrie va deixar d'emetre a la cadena fins que el 2007 laSexta va comprar la sèrie i la va començar a emetre els dissabtes i diumenges a la tarda. Després d'emetre Futurama repetidament diverses vegades, el febrer de 2010 es va deixar d'emetre a la cadena, per tornar a emetre's al següent estiu als matins. Al cap d'uns mesos, Antena 3 va comprar els drets per a televisió de les pel·lícules per a emetre a Neox.